# Tagajō

Tagajō (多賀城市 Tagajō-shi?) este un municipiu din Japonia, prefectura Miyagi.